# 足利弁
足利弁（あしかがべん）は、栃木県の南西部に位置する足利市周辺で使われる日本語の方言である。栃木県内の他地域の栃木弁とは趣が異なり、隣接する群馬県桐生市・太田市・館林市など両毛地域の方言を含め、両毛弁とまとめられることもある。栃木弁は東関東方言に属するが、足利弁は西関東方言に属する。旧坂西町地域とそれ以外の地域でも言葉の違いがある。

## 特徴
アクセントは、足利市全域と佐野市の一部が東京式アクセントであり、その北東側に曖昧アクセントの地域があって無アクセント地域と接している。

## 例
- 〜だがね/がね/～だがな/がな : 文末に付け、相手に確認したり軽い同意を求めたりする時に用いる。「〜だろう（でしょう）?」「〜ではないか?」「〜だよね?」の意。

- 例「ここは足利だがね」「だから言ったがね」「うるさいがね」
- 〜だんべ/べ : 文末に付ける。各地で使われる「ぺ」「だべ」などと同じような用法であるが、上記「だがね」「がね」と同じような意味でも用いる。「べ」の前には軽く「ん」が入ることがある。

- 例「ここは足利だんべ」「仕方ないべ/仕方ねんべ/仕方なかんべ」「あるんべ?/あんべ?」
- 〜り : 言葉を引用したり、擬態語を使うときに用いる。「〜と」「〜というように」「〜といった感じで」の意。応用として「なんちゃって」「みたいな」の意として用いられることがある。

- 例「誰々が○○ーり言ってたよ」「『ドカーン』り音がした」
- 〜ん : 準体助詞の「の」が撥音化する。

- 例「昨日どこ行ったん?」「学校行ったん」
- いきあう : 「（偶然に）会う」の意。
- おっかく(折っ欠く) : 「折る」「（物理的に）欠ける」の意。